# Geometria el·líptica
La geometria el·líptica (anomenada a vegades riemanniana) és un model de geometria no euclidiana de curvatura constant que satisfà només els quatre primers postulats d'Euclides però no el cinquè. Encara que és similar en molts aspectes i molts dels teoremes de la geometria euclidiana segueixen sent vàlids en la geometria el·líptica, no es compleix el cinquè postulat d'Euclides sobre les paral·leles. Igual que la geometria hiperbòlica és un model de geometria de curvatura constant, sent la diferència entre aquests tres models el valor de la curvatura:
- La geometria euclidiana satisfà els cinc postulats d'Euclides i té curvatura zero.
- La geometria hiperbòlica no satisfà el postulat de les paral·leles d'Euclides i té curvatura negativa.
- La geometria el·líptica no satisfà el postulat de les paral·leles d'Euclides i té curvatura positiva.

## Història
Una vegada acceptat com igualment natural el model de geometria hiperbòlica en què es rebutjava el cinquè postulat d'Euclides sobre les rectes paral·leles, els matemàtics van buscar nous sistemes geomètrics que incomplissin el cinquè postulat. Un d'aquests models ho constitueix la superfície d'una esfera, considerada bidimensional.
En la geometria hiperbòlica, donat un punt exterior a una recta sempre és possible obtenir més d'una "recta paral·lela" a la primera que passada per aquest punt. En la geometria el·líptica, donada una "recta" –d'aquesta geometria– i un punt exterior a la mateixa, no existeix cap "recta paral·lela" que no intersequi a la primera. De fet, en el model convencional de geometria el·líptica aquestes "rectes" corresponen localment a "segments" de mínima longitud i de curvatura mínima, sent arcs de cercle màxim de l'esfera que serveix com a model de la geometria el·líptica (no són rectes de l'espai euclidià). S'ha de tenir en compte que d'acord amb la teoria de models els conceptes "punt", "recta" i "paral·lela" poden interpretar-se com a diferents tipus d'entitats, segons el model triat per representar els axiomes de la geometria.
A més de contradir el cinquè postulat d'Euclides, també nega el segon d'ells, que diu que una recta es pot estendre indefinidament. En geometria el·líptica, totes les rectes són finites.

## Models de la geometria el·líptica
Existeixen diverses "realitzacions euclidianes" de la geometria el·líptica, és a dir, existeixen models que satisfan els postulats de la geometria euclidiana que poden ser visualitzats com a objectes immersos dins d'un espai euclidià de dimensió superior:
- Model (hiper)esfèric, una superfície esfèrica bidimensional, immersa en un espai euclidià tridimensional és el model més simple que satisfà els postulats de la geometria el·líptica bidimensional. Anàlogament el conjunt de vectors unitaris de {\displaystyle \mathbb {R} ^{n+1}} també denominat n-esfera {\displaystyle S^{n}} és un model de geometria el·líptica n-dimensional.
- Model projectiu.
- Projecció estereográfica.

Aquest model bidimensional de curvatura constant positiva admet també una representació com a varietat riemanniana amb un tensor mètric donat per:
{\displaystyle g=a^{2}(dx\otimes dx+\sin ^{2}x\ dy\otimes dy)}
On a és una constant relacionada amb la curvatura K = 1/a2, i les coordenades (x, i) cobreixen un conjunt obert de la superfície esfèrica donat per:
{\displaystyle (x,y)\in (0,\pi )\times (0,2\pi )}
Igualment, una hiperesfera de dimensió n, que està immersa a l'espai euclidià n+1 dimensional és un model de geometria n-dimensional.